# HD 202314
HD 202314，又名BD+29 4354，SAO 89549、HR 8126，是一颗恒星，视星等为6.17，位于銀經76.69，銀緯-12.87，其B1900.0坐标为赤經21h 9m 53.8s，赤緯+29° -12.87′ 14″。